# Hydrobiosidae
Hydrobiosidae – rodzina owadów wodnych z rzędu Trichoptera – chruściki. W Polsce nie występują.
Systematyka:
Podrodzina Apsilochoreminae
- Allochorema
- Apatanodes
- Apsilochorema
- Isochorema
- Neopsilochorema

Podrodzina Hydrobiosinae
- Hydrobiosini
  - Amphichorema
  - Androchorema
  - Atopsyche
  - Atrachorema
  - Australobiosis
  - Austrochorema
  - Cailloma
  - Clavichorema
  - Costachorema
  - Edpercivalia
  - Ethochorema
  - Heterochorema
  - Hydrobiosis
  - Hydrochorema
  - Iguazu
  - Ipsebiosis
  - Koetonga
  - Megogata
  - Metachorema
  - Microchorema
  - Neoatopsyche
  - Neochorema
  - Neurochorema
  - Parachorema
  - Poecilochorema
  - Pomphochorema
  - Pseudoradema
  - Psilochorema
  - Ptychobiosis
  - Rheochorema
  - Schajovskoya
  - Stenochorema
  - Synchorema
  - Tanjilana
  - Tanorus
  - Taschorema
  - Traillochorema
  - Ulmerochorema
  - Xanthochorema
- Psyllobetini
  - Allobiosis
  - Moruya
  - Psyllobetina
  - Tiphobiosis